# Eparchia norylska
Eparchia norylska – jedna z eparchii Rosyjskiego Kościoła Prawosławnego, z siedzibą w Norylsku. Należy do metropolii krasnojarskiej.
Erygowana 30 maja 2014 postanowieniem Świętego Synodu Rosyjskiego Kościoła Prawosławnego, poprzez wydzielenie z eparchii jenisejskiej. Obejmuje część Kraju Krasnojarskiego – miasto wydzielone Norylsk oraz rejony: tajmyrski i turuchański.
Pierwszym ordynariuszem eparchii został biskup norylski i turuchański Agatangel (Dajnieko).

## Dekanaty
W skład eparchii wchodzą trzy dekanaty:
- norylski (8 parafii);
- tajmyrski (6 parafii);
- turuchański (7 parafii).

## Monaster
Na terenie eparchii działa jeden klasztor:
- Monaster Trójcy Świętej w Turuchańsku, męski